# 9834 Кірсанов
9834 Кірсанов (9834 Kirsanov) — астероїд головного поясу, відкритий 14 жовтня 1982 року.
Тіссеранів параметр щодо Юпітера — 3,222.